# Canton de Saint-Pierre-d'Irube
Pour les articles homonymes, voir Canton de Saint-Pierre (homonymie).
Le canton de Saint-Pierre-d'Irube est un ancien canton français situé dans le département des Pyrénées-Atlantiques et la région Aquitaine.

## Composition
Le canton regroupait 5 communes :
- Lahonce
- Mouguerre
- Saint-Pierre-d'Irube
- Urcuit
- Villefranque.

## Histoire
En 1790, Mouguerre était le chef-lieu d'un canton, dans le district d'Ustaritz, comprenant les communes de Lahonce, Mouguerre, Saint-Pierre-d'Irube et Urcuit.
Le canton de Saint-Pierre-d'Irube a été constitué par décret le 27 janvier 1982 à la suite d'une refonte du canton de Bayonne-Nord.
| Période                                          | Identité             | Parti                 | Qualité                                                                                  |
| ------------------------------------------------ | -------------------- | --------------------- | ---------------------------------------------------------------------------------------- |
| Canton créé en 1982                              |                      |                       |                                                                                          |
| 1982-1988                                        | Henri Placé          | RPR                   | Ancien résistant Maire d'Urcuit                                                          |
| 1988-2008                                        | Jean-Pierre Destrade | PS puis SE            | Ingénieur d'études urbaines, conseiller municipal de Biarritz, ancien député (1981-1988) |
| 2008-2015                                        | Alain Iriart         | Abertzale non-inscrit | Cadre en expertise comptable Maire de Saint-Pierre-d'Irube                               |
| Intégration dans le Canton de Nive-Adour en 2015 |                      |                       |                                                                                          |

## Démographie
| 1982  | 1990   | 1999   | 2006   | 2011   | 2012   |
| ----- | ------ | ------ | ------ | ------ | ------ |
| 9 282 | 11 451 | 13 066 | 15 016 | 15 725 | 16 083 |